# Coriaria sarmangusta
Coriaria sarmangusta là một loài thực vật có hoa trong họ Coriariaceae. Loài này được Allan mô tả khoa học đầu tiên năm 1927.